# ویلیام اچ. آرمسترانگ
ویلیام هوارد آرمسترانگ (به انگلیسی: William Howard Armstrong) (زاده ۱۹۱۱ - درگذشته ۱۹۹۹) یکی از نویسندگان آمریکایی است.
مهم‌ترین کتاب این نویسنده کتاب ساندر است که توسط محمود حکیمی به فارسی ترجمه شده‌است.